# Расположиви доходак
Расположиви доходак представља доходак послије плаћања пореза. Доходак који стиче домаћинство, потрошач, из различитих извора (мјесечна надница, камата, рента, профит) реализујући услуге фактора у његовом власништву на тржишту ресурса, зове се текућим дохотком домаћинства. Тај доходак ({\displaystyle Y}) намијењен је једним дијелом за плаћање личних, то јесте персоналних пореза држави ({\displaystyle T}), даље за штедњу ({\displaystyle S}), а преостали дио намијењен је текућој потрошњи ({\displaystyle C}), у виду такозваних потрошачких расхода.
{\displaystyle Y=C+S+T}
{\displaystyle Y-T=C+S}
У зрелим друштвима од грађана се очекује да прво подмире порезе према држави и друштви, док штедња, школовање дјеце, и други издаци су на другом мјесту.
Висина потрошачких расхода зависи од масе дохотка, величине пореза које треба платити и планиране штедње. Средства за потрошњу се могу увећати потрошачким кредитима, продајом дијела породичног богатства, добијањем донација и тако даље. Колико ће се донијети робе у потрошачкој торби са потрошачког тржишта, то је већ питање потрошачке тражње и прилика на потрошачком тржишту.